# 红河哈尼族彝族自治州博物馆
红河哈尼族彝族自治州博物馆，简称红河州博物馆，位于中华人民共和国云南省红河哈尼族彝族自治州蒙自市州行政中心红河广场西侧，是一所国家二级博物馆，也是红河州唯一一所综合性地方博物馆。2000年，红河州人民政府投资2200万元兴建，于2003年12月建成，并于2005年10月8日开馆。馆址占地面积3,266平方米，总建筑面积8,121平方米，截至2024年该馆共有藏品11,010件（套），其中珍贵文物253件（套）。2012年被评为国家3A级景区。

## 展品
红河州博物馆设有“古老神奇的红河”、“绚丽多彩的红河”、“奔腾图强的红河”三大展厅。展品涵盖了青铜器、陶瓷器、铜鼓、书画艺术、民族服饰、民族工艺品、民间乐器、宗教祭祀用品、锡工艺品及图片资料等。